# Oliveria decumbens
Oliveria decumbens är en flockblommig växtart som beskrevs av Étienne Pierre Ventenat. Oliveria decumbens ingår i släktet Oliveria och familjen flockblommiga växter. Inga underarter finns listade i Catalogue of Life.